# Русецкий, Канут
Кану́т Русе́цкий (Канут Иванович Русецкий, бел. Канут Русецкі, пол. Kanuty Rusiecki, лит. Kanutas Ruseckas, 10 февраля 1800, деревня Стебяки близ Поневежа — 21 августа 1860, Вильна) — польско-литовский художник, жил и работал в Вильне, Российская империя.

## Биография

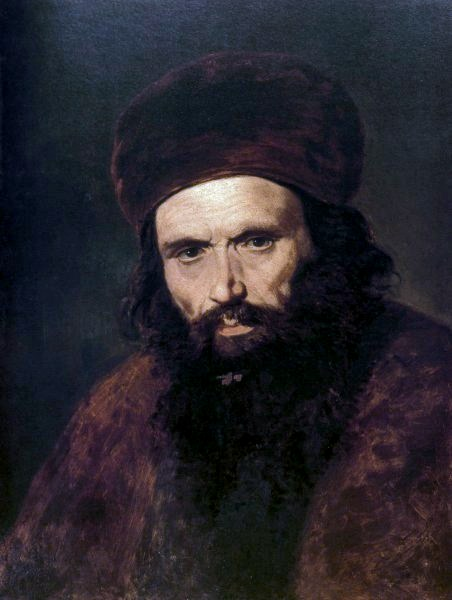
«Заремба»

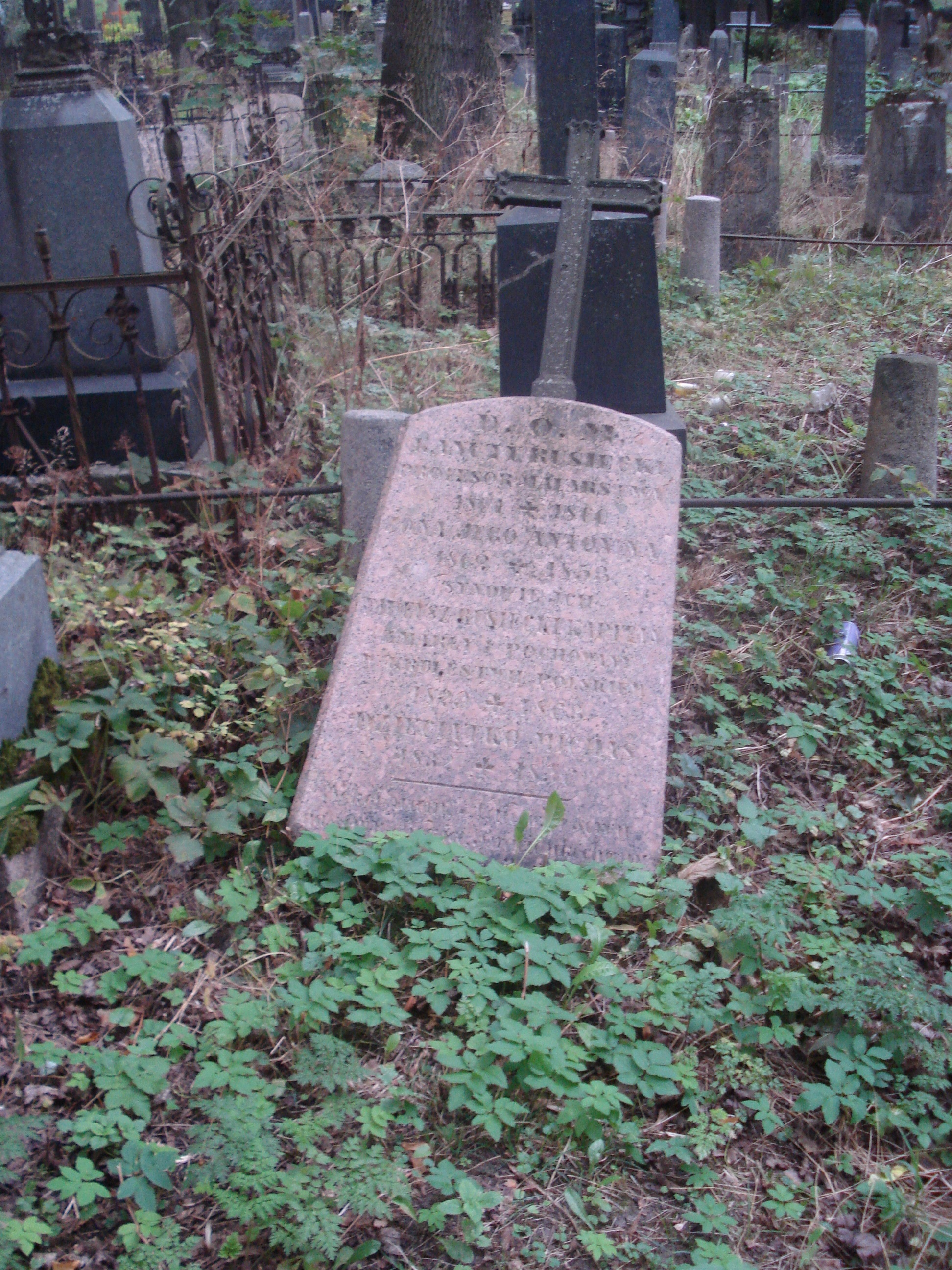
Могила Русецкого

Происходил из обедневшей дворянской семьи: был сыном виленского судьи Яна Русецкого и Терезы из Романовичей. Первоначальное образование получил в Трошкунах, в школе, содержавшейся монахами бернардинцами (1809—1815). В 1816 году начал учёбу в Виленском университете: сначала на факультете права; обучался также архитектуре на физико-математическом факультете. В 1818 году поступил в школу искусств под руководством Яна Рустема и с того времени полностью посвятил себя искусству. Занимался также скульптурой у Казимира Ельского. Дебютировал на первой выставке изящных искусств в Вильно в 1820 году. Во время учёбы в университете был связан с кругом филоматов.
Позже учился за границей в Париже (École des Beaux-Arts, 1821—1822) и с 1823 года в Риме в Академии Святого Луки. Во время учёбы в Риме, будучи неформальным вождём местных польских художников, первым представил программу польского романтического искусства.
Вернувшись в Вильну в 1831 году, давал частные уроки рисования. В 1834 году стал учителем в виленском дворянском пансионе при гимназии, позднее в Дворянском институте. В его классе получили первые уроки изобразительного искусства Альберт Жамет, Эдуард Павло́вич, Альфред Ромер, Тадеуш Горецкий, Ян Зенкевич.
Был женат на Антонине Червинской; имел пятерых детей — Анна, Болеслав (тоже художник), Тадеуш, Михал и Проспер.
Похоронен на Бернардинском кладбище на Заречьи в Вильне.

## Творчество

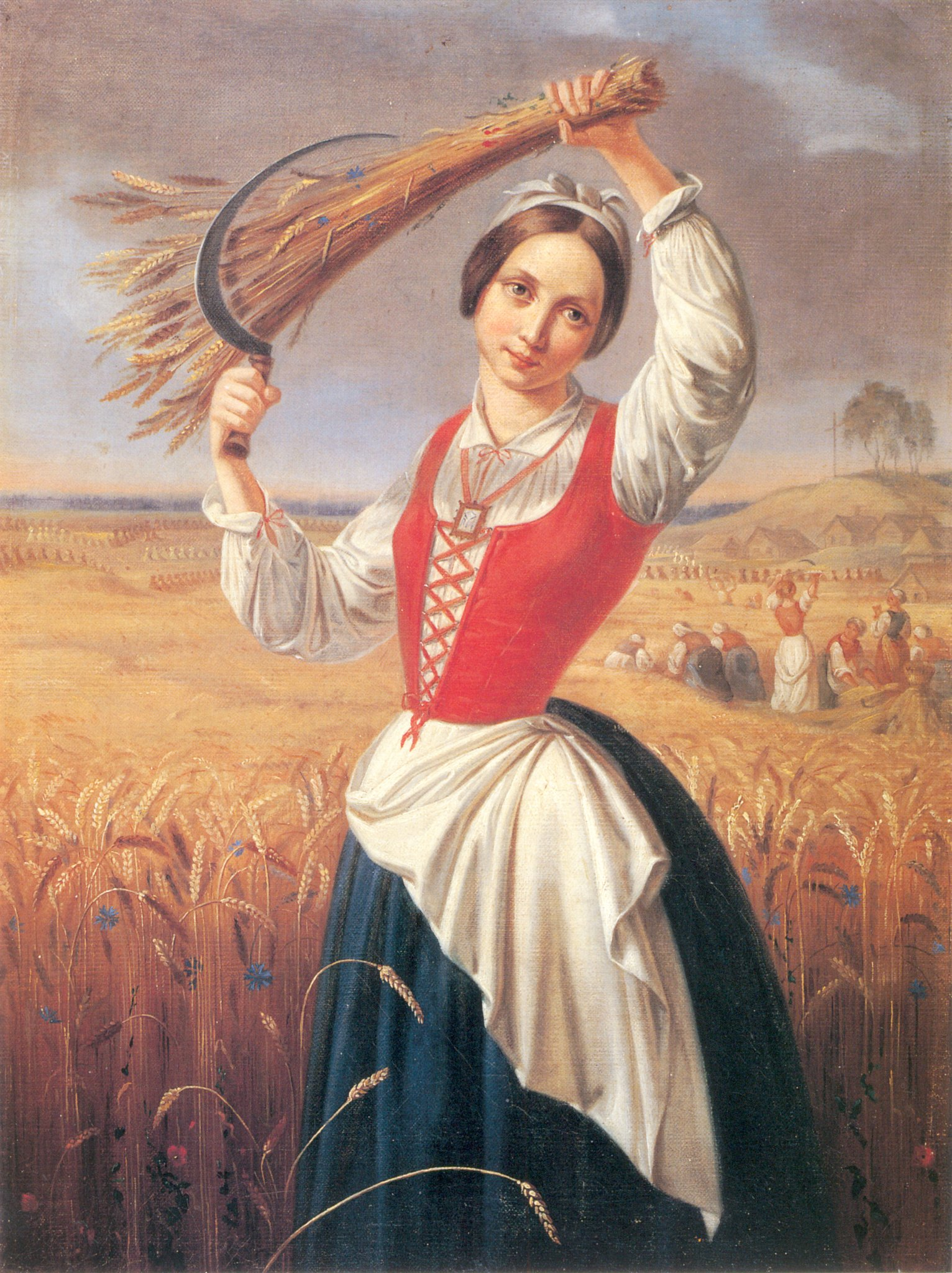
«Жнея»

Писал картины на религиозные темы и пейзажи, акварельные портреты. Копировал также итальянские полотна, повторял художников итальянского Ренессанса. Во время учёбы за границей создавал работы с мифологическими и религиозными мотивами, портреты, также римские пейзажи. В своих картинах использовал выразительный рисунок и гладкую поверхность.
Автор произведений «Итальянец, который усмехается» (1823), «Клятва карбонариев» (1826), «Бегство в Египет» (1828), автопортрета, портрета сына Болеслава (1843), «Жнея» и «Портрет отца» (1845), «Литовка с вербой» (1847), «Литовская рыбачка» (1856), «Мельница Потоцкого в Поплавах» (1855), «Крестьянин с метлами» (1851) и других.
Во время консервационных работ в 1927 году выяснилось, что нынешний вид скрещённых ладоней образа Божией Матери Остробрамской является результатом поновления иконы, выполненного Русецким.
После смерти художника его сын Болеслав (который пошёл по стопам отца и также посвятил свою жизнь живописи) сохранил мастерскую, а в 1913 году передал работы отца в вильнюсский музей. Оригинал работы «Литовка с вербами» был выкуплен для Белорусского музея Иваном Луцкевичем. Картина изображает девушку в белорусском народном костюме. Экспонируется в музее-усадьбе Ваньковичей в Минске. Неизвестна судьба большей части больших картин из частных коллекций, а также работ, разбросанных по литовским костёлам. По мнению Владаса Дремы, автора биографии художника, судьба многих произведений неизвестна, вероятнее всего они утрачены.
330 работ хранится в Литовском художественном музее и экспонируется в Вильнюсской картинной галерее. В католическом Кафедральном соборе Святого Станислава и Святого Владислава в Вильнюсе находятся три больших картины Русецкого — «Благовещение Пресвятой Богородицы», «Бегство в Египет», «Тайная вечеря» (1855). Произведения Канута Русецкого хранятся также в Жемайтийском музее «Алка» (Тельшяй), в Краковском и Варшавском национальных музеях, в Белорусском художественном музее (Минск).

## Галерея

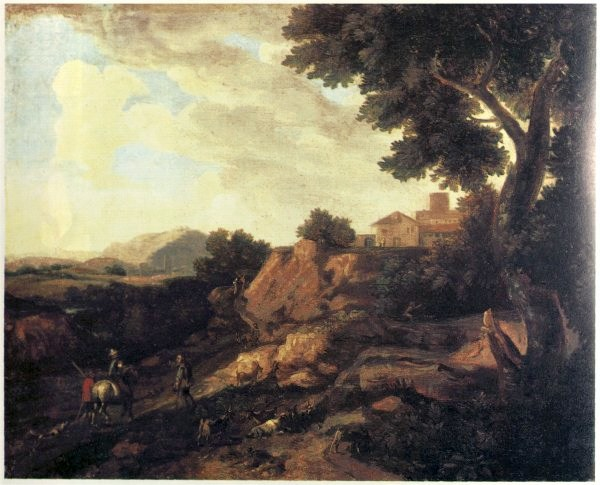
«Апеннинские горы с козами»
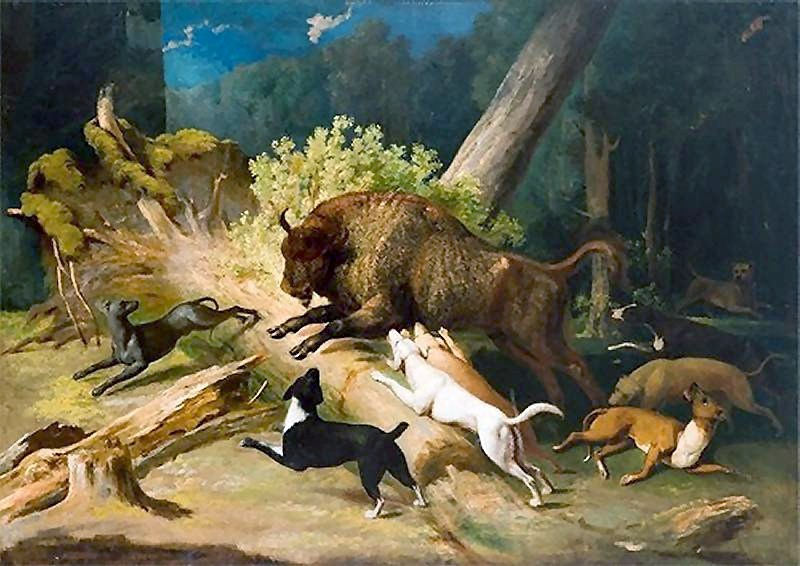
«Охота на зубра»
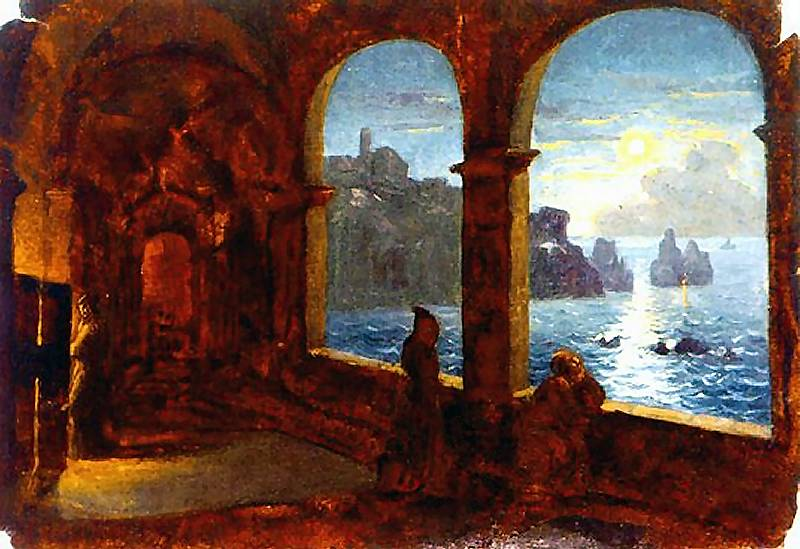
«Монастырь у моря ночью»